# Лонг Ајленд (Канзас)
Лонг Ајланд (енгл. Long Island) град је у америчкој савезној држави Канзас.

## Демографија
По попису из 2010. године број становника је 134, што је 21 (-13,5%) становника мање него 2000. године.
| Група             | 2000.       | 2010.       |
| Белци             | 150 (96,8%) | 129 (96,3%) |
| Афроамериканци    | 4 (2,6%)    | 0 (0,0%)    |
| Азијати           | 0 (0,0%)    | 0 (0,0%)    |
| Хиспаноамериканци | 1 (0,6%)    | 5 (3,7%)    |
| Укупно            | 155         | 134         |